# Codex Aureus

Marcu Evanghelistul (Biblioteca Batthyaneum)

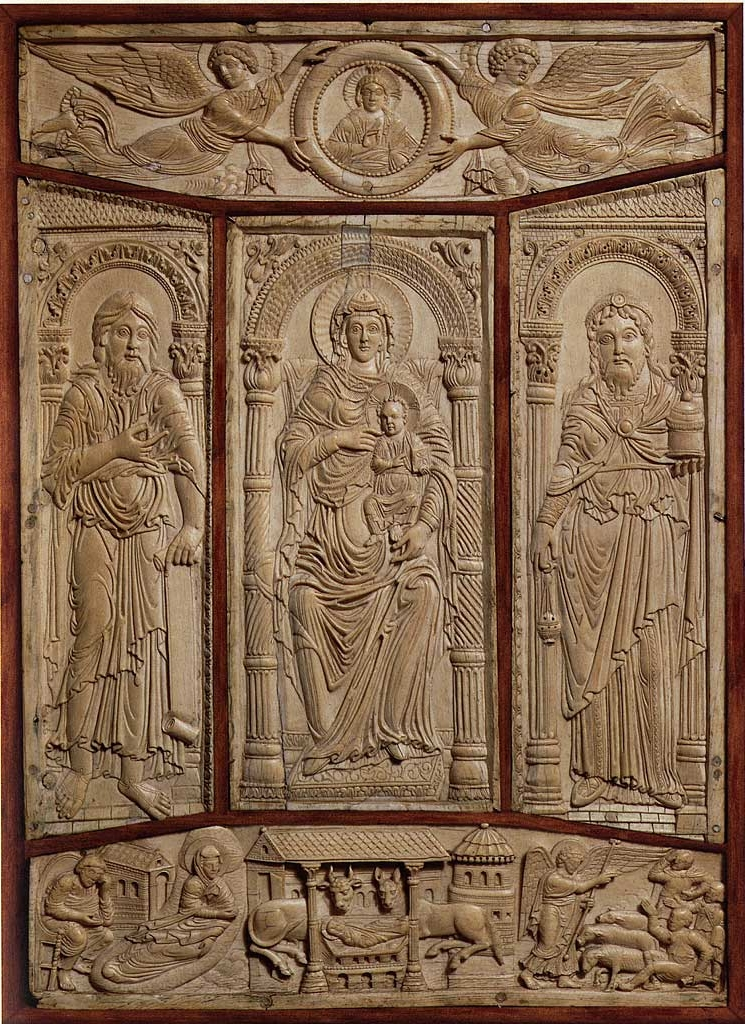
Tăbliță de fildeș (Victoria and Albert Museum)

Codex Aureus este cunoscut și sub numele de Evangheliarul de la Lorsch, după numele mănăstirii Lorsch situată în Germania.
În catalogul bibliotecii de manuscrise rare, aflată în mănăstire, este înregistrat sub denumirea: Evanghelium pictum cum auro habens tabulas eburneas (Evanghelie pictată cu aur având legătură din tăblițe de fildeș).
Acest vechi manuscris latin a fost realizat din porunca împăratului Carol cel Mare (742-814). În anul 806 împăratul, încheind expedițiile militare de cucerire, s-a dedicat proiectelor culturale, ajutat de mari intelectuali ai epocii. La curtea imperială din Aachen a întemeiat Schola Palatina, unde se studia gramatica, retorica, greaca, muzica și scrierea caligrafică. La îndemnul savantului Alcuin a reformat lectura textelor bisericești și a impus transcrierea în formă artistică a cărților religioase și juridice.
Influența Orientului creștin de inspirație grecească, zis și bizantin, îmbinat cu Occidentul creștin de inspirație anglo-saxonă și-a pus amprenta pe specificul național franc de la curtea lui Carol cel Mare. În această înflorire culturală vechile mănăstiri din jurul Rinului (ca Luxeuil, Corbie, Tours, Reichenau, Abația Sankt Gallen, Lorsch, Reims, Aachen, etc) și-au organizat scriptorii  dedicate copierii manuscriselor valoroase. Carol cel Mare și-a creat o bibliotecă alcătuită din cele mai frumoase manuscrise și a dăruit multe altele. În testamentul întocmit de el în 811, prevedea vânzarea cărților din biblioteca personală iar sumele „să fie împărțite săracilor”.
De aceea există până astăzi în muzee și biblioteci numeroase manuscrise carolingiene, unul dintre ele fiind Codex aureus. Acesta este scris pe foi fine de pergament cu litere de aur, de unde și numele de Codicele de aur.
Din cele 476 de pagini (recte 238 foi), 455 sunt ornamentate. 
Manuscrisul conține:
- majuscule ornate, la început de text;
- chenare, într-o largă paletă cromatică cu decor luxuriant care încadrează textul scris pe 2 coloane;
- portretele celor 4 evangheliști, la începutul fiecărei evanghelii;
- tabloul genealogiei celor 3 seminții precedente nașterii lui Isus;
- imaginea lui Iisus Cristos, denumită în tratatele de specialitate Majestas Domini;
- cele 12 pagini conținând canoane liturgice ale evangheliilor.

Textul manuscrisului are 238 foi conținând evangheliile lui Matei, Marcu, Luca și Ioan din Noul Testament.
Biblioteca Batthyaneum din Alba Iulia deține prima parte a evangheliarului (respectiv evangheliile lui Matei și Marcu), 111 foi, cealaltă parte cu evangheliile lui Luca și Ioan (124 foi) se află în proprietatea Bibliotecii Apostolice Vaticane din Roma (Pal. lat. 50). Coperțile 1 și 4, lucrate în plăcuțe de fildeș, se află la Victoria and Albert Museum din Londra și la Muzeele Vaticane din Roma. Așadar acest manuscris, de o valoare științifică și artistică unică, este dezmembrat în 4 părți, care se află în 3 țări. Acest „dezastru” s-a produs datorită următoarelor fapte:
Din anul 820 manuscrisul s-a aflat la Mănăstirea Lorsch. În anul 1556 principele Otto-Henric al Palatinatului a preluat manuscrisul în propria-i bibliotecă din Heidelberg. În anul 1622, în timpul Războiului de 30 de ani, orașul Heidelberg a fost asediat, biblioteca ajungând forțat la principele Bavariei, Maximilian, care a dăruit-o papei Grigore al XV-lea.
Se presupune că un soldat a rupt manuscrisul în două – în vederea comercializării. Fragmentul I a fost găsit la Viena, în biblioteca arhiepiscopului Christoph Anton Migazzi, cardinalul orașului și, fragmentul II, la biblioteca Vaticanului. În anul 1785 Ignațiu Batthyany, episcopul Transilvaniei, a cumpărat „aere parato” (cu banii jos) întreaga bibliotecă a cardinalului.
„S-a crezut multă vreme că în timpul războiului de 30 de ani, prin 1620, armatele generalului Tilly care au devastat Heidelbergul, au furat manuscrisul, rupt în două cu această ocazie. Cercetările au dovedit că lucrurile stau altfel și că divizarea Codexului a avut loc mult mai devreme, pe la 1472, cu bună știință, legâdu-se separat încă de atunci două volume, iar cele două coperți au devenit prima copertă pentru fiecare volum. Se știe sigur că la începutul sec. al XVIl-lea ambele părți se aflau la Roma, dar numai una în Biblioteca Vaticanului. Cealaltă parte a ajuns, nu se știe prin ce împrejurări, în posesia lui Migazzi, cardinalul Vienei, care a vândut-o, în 1785, episcopului de Alba lulia, Ignațiu Batthyány. Acesta a integrat rarul manuscris, împreună cu altele de mare valoare, în biblioteca sa din Alba lulia. De atunci, manuscrisul a rămas pe meleagurile noastre, constituind o adevărată perlă de valoare inestimabilă, exemplar unic și rarisim, între foarte puținele de acest gen.” Extras din Codex Aureus, de Prof. Dr., Gheorghe Anghel.
Așa a ajuns Fragmentul I din Codex aureus în proprietatea Bibliotecii Batthyaneum din Alba Iulia, întemeiată în anul 1786 de episcopul bibliofil Ignațiu Batthyany.
Legătura din piele a Fragmentului I, aflat în România, a fost realizată ulterior (sfârșitul secolului al XVIII-lea).
Cu ocazia serbărilor de la Aachen (1965), s-a organizat o expoziție de evocare a epocii carolingiene. Cu această ocazie Codexul (fragmentul I de la Batthyaneum) s-a întâlnit pentru prima oară cu părțile dezmembrate, formând din nou un tot (respectiv fragmentul II și coperțile din fildeș).
Fiind reconstituit, temporar, în expoziția din Aachen, s-a realizat o ediție bibliofilă facsimilată, care ajută la cercetarea integrală a codicelui și implicit a artei grafice carolingiene: „Das Lorscher Evangheliar”. Einleitung von Wolfgang Braunfels. Prestel Verlag München [1967]. Format in folio, pe hârtie satinată.
Ediția reproduce în policromie 54 pagini, și 422 sunt facsimilate (autotipie)
Ea cuprinde 4 părți: Fragmentul I, cu textul de la Batthyaneum, fragmentul II, de la Biblioteca Apostolică Vatican,  coperta 1, după originalul din Londra și coperta 4 după originalul din Roma.
Editorul mulțumește României pentru concursul dat realizării acestei ediții. Nu cunoaștem contractul încheiat atunci și clauzele împrumutului de către statul român.
În 1999, s-a organizat o altă expoziție, la Museumszentrum Lorsch (26 iunie – 18 iulie 1999) și la Muzeul Diecezan Arhiepiscopal din Paderborn (23 iulie – 12 noiembrie, 1999). Acesta a fost un nou prilej de facsimilare și realizare a unei noi ediții, mult superioare celei din 1967, prin avansarea tehnicii de reproducere foto (respectiv, utilizarea camerelor digitale). Drepturile de multiplicare asupra acestei ediții aparține editurii Press Verlag.
La 18 mai 2023, Codex Aureus a fost inclus în Registrul Memoria Lumii.